# Józef Zbigniew Żulikowski
Józef Zbigniew Żulikowski ps. „Żulik” (ur. 14 marca 1915 we Friedan, zm. 21 października 1993 w Wielkiej Brytanii) – kapitan pilot Polskich Sił Powietrznych w Wielkiej Brytanii.

## Życiorys
W 1935 roku zdał egzamin maturalny w Państwowym Gimnazjum Męskim im. Jana Kochanowskiego w Radomiu. W tym samym roku został powołany do odbycia jednorocznej ochotniczej służby wojskowej. Ukończył Dywizyjny Kurs Podchorążych Rezerwy 28 DP przy 15 pułku piechoty „Wilków” w Dęblinie. W 1936 wstąpił do Szkoły Podchorążych Lotnictwa w Dęblinie (XI promocja). Na stopień porucznika został awansowany ze starszeństwem z dniem 1 października 1938 i 31. lokatą w korpusie oficerów lotnictwa, grupa liniowa. W 1938, po zakończeniu nauki, został wcielony do 4 pułku lotniczego w Toruniu i przydzielony do 142 eskadry myśliwskiej na stanowisko pilota. W sierpniu 1939 otrzymał przydział do Szkoły Pilotażu w Ułężu, gdzie zastała go II wojna światowa.
W grupie „Ułęż” brał udział w obronie Dęblina, latał na PZL P.7a, dwukrotnie startował do walki z nadlatującymi bombowcami. Ewakuowany z personelem do Rumunii, został internowany w Drobeta-Turnu Severin skąd uciekł.
Przedostał się do Francji do bazy lotniczej Lyon-Bron, przeszedł przeszkolenie na Caudronach CR-714. Po upadku Francji przedostał się do Anglii, gdzie po przeszkoleniu otrzymał numer służbowy P-0715. 19 września 1940 roku otrzymał przydział do dywizjonu 306. 28 czerwca 1941 roku na samolocie Hawker Hurricane IIB o znakach UZ-X wystartował do operacji „Circus 26" i został zestrzelony przez Gerharda Schöpfela z JG 26 niedaleko Rouen. Udało mu się powrócić przez Hiszpanię do Wielkiej Brytanii. Od stycznia 1942 roku powrócił do latania, w grudniu został przeniesiony do 58 OTU. Od 19 maja 1943 do 20 marca 1944 dowodził dywizjonem 308, a od 26 września 1944 do 24 maja 1945 roku był dowódcą dywizjonu 306.
Po zakończeniu działań wojennych wstąpił do Polskiego Korpusu Przysposobienia i Rozmieszczenia. Po demobilizacji pozostał na emigracji w Wielkiej Brytanii. 24 maja 1949 wstąpił do Royal Air Force, w których służył do 25 lipca 1972. 30 października 1951 otrzymał brytyjskie obywatelstwo.

## Zwycięstwa powietrzne
Na liście Bajana figuruje na 80. pozycji z 3 zniszczonymi samolotami, 1 prawdopodobnie.
Chronologiczny wykaz zwycięskich walk powietrznych:
Zestrzelenia pewne:
- Me-109 – 14 kwietnia 1942
- Me-109 – 21 stycznia 1945
- Me-262 – 9 kwietnia 1945[7][8]

Zestrzelenia prawdopodobne:
- ? – 3 maja 1941[9]

## Ordery i odznaczenia
- Krzyż Srebrny Orderu Virtuti Militari[10] nr 8595[11]
- Krzyż Walecznych czterokrotnie
- Medal Lotniczy trzykrotnie
- Polowy Znak Pilota
- brytyjski Distinguished Flying Cross
- Officer Order of the British Empire